# 1982年大韓民國空軍C-123運輸機墜機事件
1982年大韓民國空軍C-123運輸機墜機事件，又稱鳳凰1號作戰事件（韓語：봉황새 1호작전），是發生於韓國時間1982年2月5日15時15分的空軍運輸機墜毀事故，造成運輸機上53名士兵全數死亡。
此事件為韓國國軍在非戰爭時期死亡最慘重的事件，但由於事件發生於第五共和國時期，在事後處理及調查方面皆被當局隱瞞，並在言論統廢合的背景下，媒體未有跟進報導事件。雖然遺屬在全斗煥政府於1988年結束後，組成聯誼會向當局爭取查明事件的真相，但當時社會對事件的迴響不大，韓國政府至今仍未正式道歉及開展調查。

## 事故

### 事件背景
1982年2月初立春前後，當時韓國北部地區天氣晴朗，但南部的湖南地方及嶺南地方一帶有持續的雨雪。2月4日立春當日，韓國除首爾及京畿道外的地域皆出現廣泛下雪，當中前述的湖南及嶺南兩地，降雪情況較大，令當地民生受到影響，例如釜山直轄市當日出現事隔四年最高的積雪量，當地教育委員會宣佈149所國民學校停課。此外，連接首爾與釜山的快速巴士，亦因道路積雪嚴重而停運。2月5日，受大陸性高氣壓影響，韓國全境轉為晴朗或多雲天氣，但濟州島、鬱陵島及獨島依然有雨雪。
時任漢拏山國立公園管理公團職員楊松南（양송남，音譯）指出，自2月2日起，濟州島一帶持續天陰及下大雪，漢拏山一直下著近一米高的雪。2月4日凌晨，楊氏接到青瓦台方面的電話，指出總統秘書團要攀登漢拏山，需要導遊服務，因此委託他給予協助。楊松南指出，當時天氣惡劣，漢拏山入口就積了20厘米以上的雪，加上大霧令能見度不足50米，除非為專業登山家，否則並非適合登山的天氣。然則，由於青瓦台提出的引導登山委託幾乎是「命令」，因而他無法拒絕。

### 墜機事件發生
1982年2月，時任韓國總統全斗煥訪問濟州島。事前，韓國國軍制定保護全斗煥的計劃，計劃以「鳳凰作戰」（봉황새 작전）為名，並投入特種部隊近250多名兵力。 該批特種兵分為三隊於首爾空軍基地出發，最先出發的為特殊戰司令部707大隊的47名特種兵隊員（隸屬陸軍第7787部隊）和6名空軍隊員（隸屬空軍第5672部隊）。
2月5日早上，因大雪令氣候極其惡劣，首爾空軍基地控制局禁止所有飛機起飛，第5戰術空運團方面向青瓦台兩次報告，指出運輸機無論如何都不能起飛。根據2007年《OhmyNews》的偵查報道，當事人的證言指出，時任總統警護室室長張世東（全斗煥親信，全斗煥政府後半期的實權二號人物）在聞訊後大發雷霆，因此運輸機在天候不佳的狀況下起飛。當日下午1時30分，707大隊的C-123運輸機首先由京畿道城南市首爾空軍基地出發，但在下午3時15分左右，在漢拏山山頂以北近3.7公里的位置，即漢拏山約1060米處的螞蟻溪谷墜落，全機53人當場罹難。當日，《濟州日報》編輯部在事後接到緊急報道電傳，指出「空軍飛機在濟州訓練時在楸子島附近墜毀」，其後電文改為「濟州海域」，當晚九時晚間新聞簡短地提及事故。其後，國防部在發布會上，陳述此事件為運輸機突然捲入西北風的強烈異常氣流所致，但此陳述是否為真確，因缺乏正式調查而不得而知。
2月6日中午，全斗煥出席濟州國際機場新跑道竣工儀式，席間聽取了交通部航空局長關於新跑道建設概況的報告，以及鼓勵推行工程的交通部及韓日開發公社相關人士。

### 搜索行動

#### 搜索經過
2月6日凌晨3點左右，漢拏山公園職員楊松南接到一通電話，命他前往龍潭洞事務所。楊氏在到達後，現場職員便命他與兩名公園職員同事坐上警車。其後，本部搜索隊在三人的帶領下，從漢拏山觀音寺入口出發，前往山川壇檢查站。 由於道路結冰，軍人的運輸車在途中掉進了溝裡，因此搜索隊從凌晨4時之後改用徒步方式上山。當日中午12時，搜索隊到達海拔1200米的耽羅溪谷。約下午1時，領導搜索的崔洛道少校（최락도，音譯）接到無線電，指出找到失事飛機。因此，搜索隊急忙轉向，於下午5時到達事發的螞蟻溪谷入口。
在入口前進100米左右，搜索隊到達事發現場。當時，運輸機撞上岩層，因而令山谷凹陷。機身周圍冒出黑煙，官兵攜帶的手榴彈及彈藥爆炸，令載在飛機上的物品和碎屍散落在周邊白雪上，屍體在嚴重損壞的情況下，無法區分面容與身份。根據楊松南的證言，雖然崔洛道召集軍人後，分為屍體處理組、爆炸物取出組等著手工作，但軍人卻猶豫不決而沒有行動。當時，崔洛道指出，楊松南為首個目睹事件的民間人士，因此向他表示絕對不要對外泄露事件。
2月6日早上8點45分，時任特戰司令官朴熙道向707大隊長金斗清發送信息，下達了將保護全斗煥的「鳳凰作戰」改名為「冬季特別訓練」（反間諜滲透作戰），以掩蓋罹難軍人前往濟州的真正目的。同日，他向家屬發送緊急信件，表示罹難軍人在「反滲透作戰」訓練中遭遇了墜落事故。
2月7日，軍人聚集於漢拏山觀音寺售票處周圍執行警戒任務，上午8時開始清理事故現場，104名搜救隊員被動員參加搜救工作，經過9個小時的搜索，在事故現場共找到了37具屍體。根據當時為觀音寺售票處職員的姜氏的證言，他目睹當局以麻袋將遇難者的屍體運下山，售票處的軍人用推車搬運屍體。當時，軍人提醒他們說，被燒毀的屍體「形象可怕」。當局在短短一天內，便將53人的屍體運離現場，之後再沒有軍人前往事發現場進行善後行動。當日，據《OhmyNews》取得的軍隊內部資料顯示，全斗煥於下午2時40分訪問濟州六海域司令部，並聽取約20多分鐘的搜索報告。之後，全斗煥發言，指出「此次事件是飛行員的錯覺導致的事故。 人命在天，能怎麼辦」，將事件定調為飛行員錯失導致意外發生。
2月8日，根據軍隊搜索隊報告，他們陳述已找到餘下16具前日沒有找到的屍體。同日上午11時55分，軍隊在現場炸毀事故飛機的殘骸，但在下午1點5分又找到14具屍體；下午3點30分找到23具屍體。然則，屍體計算數字並不正確，由於死亡人數為53人，但找到的屍體共有90具，因此根據《OhmyNews》指出，數字有可能被偽造，或屍體的一部分被打成一團。

#### 禁制媒體報道
時任《濟州日報》攝影記者徐在哲（서재철），由於取得機場竣工儀式的近距離採訪權，因此從2月6日早晨開始就在機場等待全斗煥的出現。其證言指出，他聽到幾位事先出席的長官的談話，講述「搜索漢拏山了，還沒找到嗎？」——「是的。」他綜合2月5日的電文與長官的談話，認定事故在漢拏山發生，隨即在當日下午進入公司進行報告，並起行前往現場採訪。徐氏在觀音寺入口遇到楊松南，並獲告知事發地點在螞蟻谷，楊氏叮囑他們小心點。由於當時軍人在現場聚集，因此很難進行採訪，徐在哲決定先撤退，在人跡罕至的凌晨上去重新拍攝。徐在哲與首爾唯一一位接到事故消息前來採訪的《京鄉新聞》記者同行，兩人假扮成登山客，於7日凌晨在結冰路面上驅車到達現場，並目睹現場擺放著屍體和啞彈。他們在匆忙拍攝後急忙下山，並遇到認得他的道廳公務員。該公務員向他警告，說「徐記者，你知道這個連報道都看不到吧？這個是不可以報道的。」
徐在哲一共拍攝六卷黑白照片，雖然他費盡心思上山採訪，但因報道管制的背景下，他無法將報道刊登於版面上。公司相關人士令他將膠卷全部給予公司，由於感覺奇怪，因此徐在哲將五卷交給公司，自己保留餘下的一卷。徐在哲指出，五卷膠卷其後都交予特種兵方面。

### 官方事後處理
2月7日，約二三十名部隊親屬聞訊前往首爾松坡區巨餘洞的特戰司令部7787部隊查詢消息，但軍方並未告知家屬具體的消息。當時，家屬聽到傳聞說剩下的人全數罹難，令會客室頓時亂成一團，家屬砸碎椅子及掀翻桌子，要求軍方讓他們看兒子的屍體。2月9日上午10時，陸軍聯合在首爾國立首爾顯忠院舉行遺體告別儀式。當時，失去兒子的父母在場失聲痛哭。由於當時媒體報導受管制，因此告別儀式並未獲任何報章報道。
當局在之後向全體罹難者授予勳章，並追授一級軍銜。撫恤金方面，每名罹難者遺屬按照死亡補償金、反間諜作戰援助補償金、軍事援助法及軍人年金法規定的遺屬年金，以及工資等定制，連同全斗煥給予500萬韓元、國防部長周永福給予200萬韓元、各軍給予合共1000萬韓元的慰問金，合共獲得約每人2500萬韓元的補償金。

### 遺屬前往事發現場搜索
由於軍方在運走罹難者屍體後，並沒有再為現場善後，因此現場餘下的遺骸並未有清理。1982年5月5日，特種兵司令部邀請死者家屬參與於濟州島舉行的「百日慰靈祭」，當日舉行在事故現場附近立忠魂碑的揭幕儀式。其後，部分死者遺屬有意前往事故現場查看。慰靈祭當日，有家屬前往事故現場，發現現場的樹被砍光，並用鐵絲網圍住，寫上「注意危險爆炸物」。家屬在越過鐵絲網後，發現路上散落骨頭和肉屑。家屬隨即向軍方反映目睹軍裝、手錶等許多遺物散落在現場，並指出遺骸上有烏鴉和蒼蠅撕咬，請求軍方將穿著皮鞋的腿、胳膊、骨頭和肉屑收集起來，再舉行一次葬禮。軍方其後再度以炸毀方式處理飛機殘骸，但令埋在飛機下面的遺骸被炸成碎片。
5月25日，10多名男性遺屬和故人的遺孀再次前往事發現場，當日有軍人緊隨其後。遺孀在進入事發現場後，爭先恐後地尋找丈夫的遺物，並撿起現場的骨頭與殘留形體不明的遺骸，是次從現場帶走的肉屑狀遺骸有滿載三個麻袋之多，家屬在現場亦目睹穿軍靴的斷肢、指關節散落一地等場面。其後，其中一名遺屬李在秀（已故李在勳准尉的姐姐）攜同遺骸，在濟州機場準備乘坐飛往首爾的飛機時，被航空公司職員問麻袋裏裝了什麼。 她坦言麻袋內的為罹難者的遺骸，隨即被航空公司拒絕登機，並指出軍人屍體必須有部隊司令官的搬運許可證才可登機。李氏其後攜同遺骸前往木廠，打算用木盒盛起遺骸。在前往一間偏僻的旅館期間，李氏與一名軍方人士會面，席間該名軍人要求她將遺骸交出， 指出軍人屍體屬於國家，不會讓他們自行攜走。
根據李氏的證言，指出他們本來打算把事故現場找到的三袋屍體殘骸和遺屬一起運回首爾，將軍方的行為公諸於世。但在軍方的干涉下，他們被關在濟州一家酒店內一周，期間與三袋屍體在同一個房間裏共處，屍體散發濃烈的腐爛氣味。之後，數名遺屬與軍方協商，軍方命他們必須在濟州火葬場火化遺骸後，才能將遺骸帶回首爾。最後，李氏帶同骨灰到首爾，在士兵和軍官的墓地中撒下他們搜索到的遺骸骨灰。
1982年7月至8月間，遺屬先後7次前往濟州島處理屍體，他們依然發現現場散落腐屍與遺骨，並火葬了數十件骷髏和臀部模樣的骨頭。

## 事後行動

### 家屬組成聯誼會
1982年5月15日，家屬組成特種兵2·5遺屬聯誼會。1988年10月，時任民主黨國會議員金沄桓在國會建設委員會濟州島國政監查中，揭露事故的警衛目的實際為保護總統，並出面表示將徹底查明事件的真相。然則，雖然金沄桓揭露此事，但社會影響並不大。同年12月，聯誼會向當時的國會議長李載瀅發送請願書，要求當局徹查事件負責人並進行處罰。
1989年9月，當局首次在建立忠魂碑的漢拏山國立公園舉行慰靈祭，遺屬們向採訪記者哭喊要求以殺人嫌疑等處罰相關人員，並要查明事故原因。 同年12月，遺屬以過失殺人、濫用職權等罪名，向首爾地方檢察廳起訴全斗煥、周永福、朴熙道，與空軍參謀總長李熙根。1992年12月，檢察機關以「沒有嫌疑」和「沒有公訴權」為由結案。

### 建立紀念設施
事發後，當局在案發現場建立原點碑以紀念逝世軍人，2003年在漢拏山觀音寺入口附近建立忠魂碑作紀念。2015年，當局將忠魂碑碑文上的「反間諜滲透作戰」改為「保護總統」，改正錯誤的歷史陳述。